# Hans Kuhn (Physikochemiker)

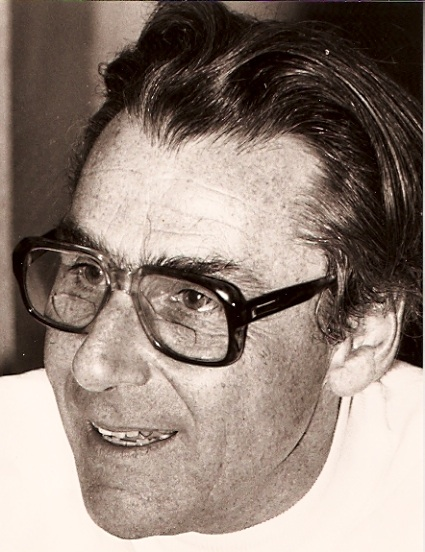
Hans Kuhn (1975)

Hans Kuhn (* 5. Dezember 1919 in Bern; † 25. November 2012 in Troistorrents/Schweiz) war ein Schweizer Professor für Physikalische Chemie und Direktor am Max-Planck-Institut für biophysikalische Chemie (Karl-Friedrich-Bonhoeffer-Institut) in Göttingen.

## Leben
Hans Kuhn studierte 1938 bis 1942 Chemie an der ETH Zürich und erlangte das Diplom als Ingenieur-Chemiker. Anschließend arbeitete er als Assistent an der Universität Basel, wo er 1944 bei Werner Kuhn zum Dr. phil. promovierte und 1946 habilitierte. 1946 bis 1947 arbeitete er als Post-Doktorand bei Linus Pauling am California Institute of Technology in Pasadena und 1950 für einige Monate bei Niels Bohr in Kopenhagen. 1951 bis 1953 war Hans Kuhn Professor an der Universität Basel, 1953 bis 1970  Professor und Direktor des Instituts für Physikalische Chemie an die Philipps-Universität Marburg. Von 1970 bis zu seiner Emeritierung 1985 war er Leiter der Abteilung „Molekularer Systemaufbau“ am Max-Planck-Institut für biophysikalische Chemie (Karl-Friedrich-Bonhoeffer-Institut) in Göttingen.
Fritz Peter Schäfer, Peter Fromherz, Horst-Dieter Försterling, Viola Vogel und Dietmar Möbius waren Studenten von Hans Kuhn; Erwin Neher war Assistent in seiner Abteilung. Die Heirat mit Elsi Hättenschwiler war 1948, sie gebar die Kinder Elisabeth, Andreas, Eva, Christoph. Elsi starb 2004.

## Wissenschaftliche Arbeiten
Hans Kuhn begann seine Doktor-Arbeit mit der Untersuchung der Entknäuelung von Fadenmolekülen in strömender Lösung. Werner Kuhn schlug ihm vor, das Fadenmolekül zur vereinfachten theoretischen Behandlung durch ein Hantelmodell zu ersetzen. Hans Kuhn war von der Einfachheit und dem Erfolg des Modells in der quantitativen Analyse einer Vielzahl von Experimenten begeistert. Diese Erfahrung, unterstützt durch die Arbeiten bei Linus Pauling und Niels Bohr, war für die Lebens-Arbeit von Hans Kuhn in der Forschung bestimmend. Polymere wurden erstmals 1934 von Werner Kuhn als Ketten statistischer Fadenelemente beschrieben. 1943 wurde das statistische Vorzugselement definiert. Es wird heute als Kuhn-Länge bezeichnet. Im Lehrbuch „Principles of Physical Chemistry“ wird es „statistical chain element“ genannt. Um das Verhalten geknäulter Fadenmoleküle genauer zu beschreiben als durch das Hantelmodell, fertigte Hans Kuhn makroskopische Modelle von Molekülknäueln an und untersuchte ihr hydrodynamisches Verhalten.

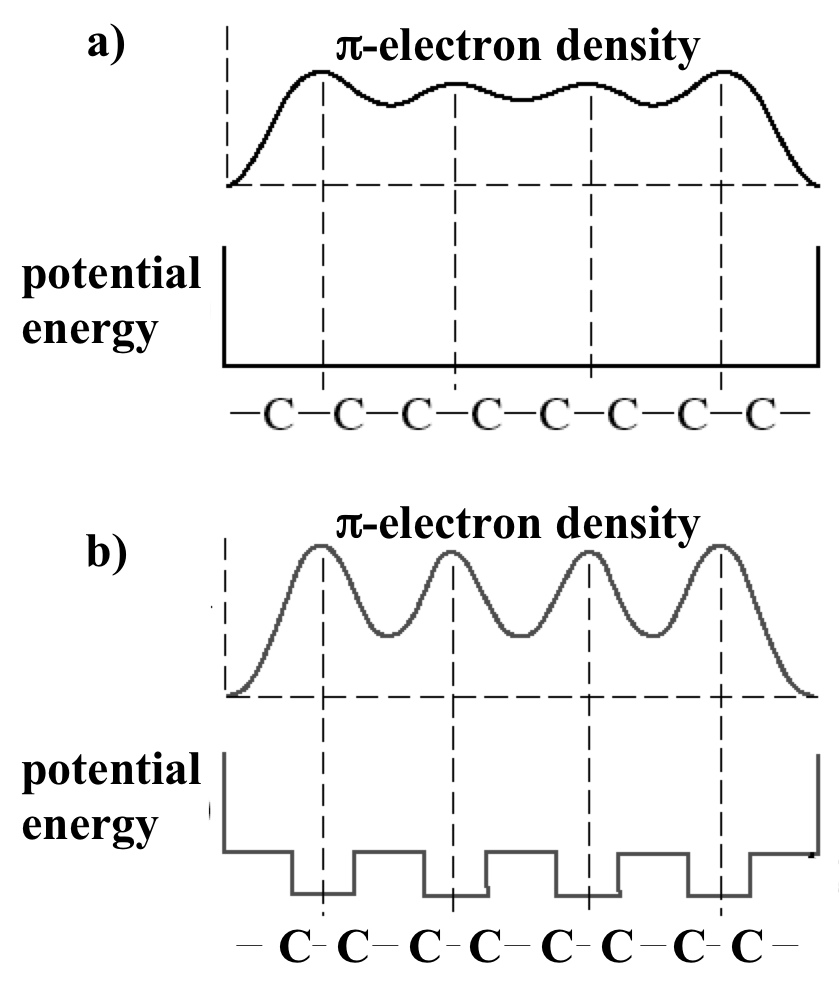
Polyene: potentielle Energie (Vertiefungen durch Atomrümpfe vernachlässigt) und π-Elektronendichte. a) Instabilität bei gleichen Bindungslängen. b) Stabilisierung durch Bindungslängen-Alternanz durch Bindungslängen konsistent mit π-Elektronendichte (BCD)-Näherung.

Bei Pauling versuchte er die Lichtabsorption von Polyenen durch das Elektronengas-Modell zu erklären, was nicht gelang. Zwei Jahre später sah er, dass das Modell, auf Cyaninfarbstoffe angewendet, zu einer quantitativen Übereinstimmung der erwarteten Spektren mit dem Experiment führte. Er sah den Grund seines Scheiterns bei den Polyenen darin, dass bei Annahme gleicher Bindungslängen eine Instabilität auftritt, die zu einer Alternanz zwischen Einfach- und Doppelbindungen führt, verursacht durch die Bedingung der Selbstkonsistenz zwischen angenommenen Bindungslängen und berechneter π-Elektronendichte-Verteilung. Nur so konnte er die Absorptionsspektren der Polyene verstehen. Später wurde die Annahme theoretisch begründet. Dieser Effekt wird häufig als Peierls-Instabilität bezeichnet: ausgehend von einer linearen Kette von Atomen gleichen Abstandes wandte Peierls eine Störungsrechnung erster Ordnung mit Bloch-Wellenfunktionen an, aber er zeigte nicht die Selbstkonsistenz, die zur Alternanz von Einfach- und Doppelbindung führt. Die besonderen Eigenschaften leitender Polymere beruhen auf dem theoretischen Zusammenhang von Bindungsalternanz und Bindungslängen-Ausgleich. Das Elektronengasmodell und seine Verfeinerungen entwickelten sich zu einer Theorie der Lichtabsorption organischer Farbstoffe. In Marburg entwickelten Hans Kuhn und Fritz Peter Schäfer (kurz vor dem Zeitalter des Digital-Computers) einen Analogrechner zur Lösung der zweidimensionalen Schrödinger-Gleichung. Dieser raumerfüllende Rechner wurde von der Arbeitsgruppe von Hans Kuhn zur Berechnung der Bindungslängen interessanter π-Elektronensysteme verwendet.

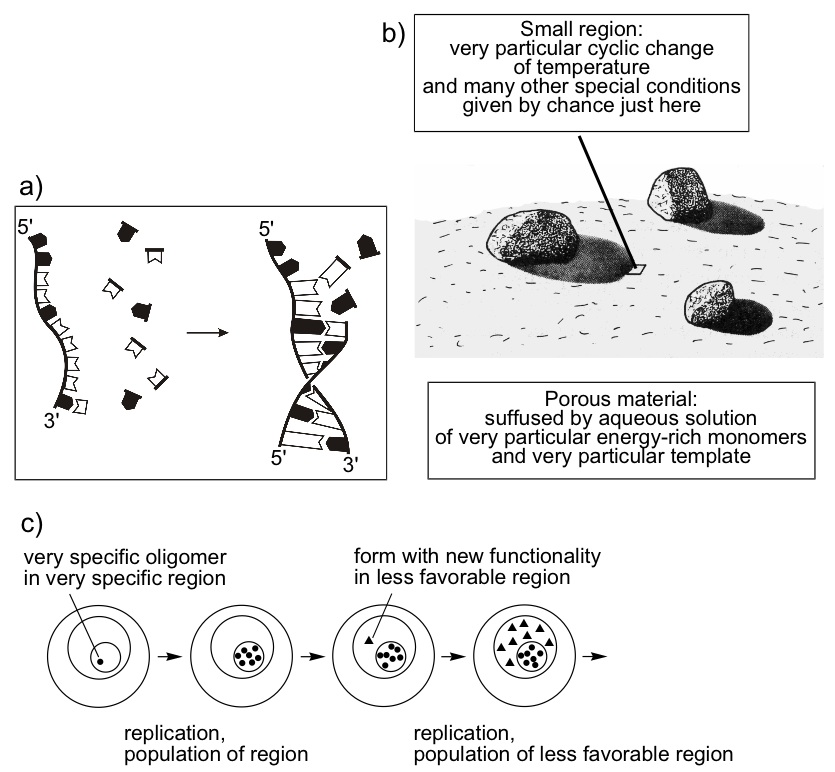
(a) Modell zur Entstehung eines ersten, replizierenden Oligomers R. (b) ganz spezieller Ort auf der präbiotischen Erde. Pfeil: ganz besonderer zyklischer Wechsel von Temperatur und vielen anderen speziellen Gegebenheiten die zufälligerweise gerade hier herrschen. (c) Evolution zunehmend komplexer selbst-reproduzierender Formen durch Besetzung von Bereichen mit Eigenschaften, die zunehmend schwierig zu überwinden sind.

Anfangs der 1960er-Jahre dachte Hans Kuhn an ein neues Paradigma in der Chemie, der Synthese von unterschiedlichen Molekülen, die strukturell so ineinander passen, dass sie funktionelle Komponenten darstellen, die also als Ganzes eine vorausgeplante Funktionseinheit bilden, eine supramolekulare Maschine. Seine Arbeitsgruppe konstruierte Prototypen solcher Maschinen durch Entwicklung neuer Techniken zur Herstellung und Manipulation von Langmuir-Blodgett-Schichten. Sie sind heute unter der Bezeichnung Langmuir-Blodgett-Kuhn-Schichten (LBK-Schichten) oder als LBK-Filme bekannt. Die vielen neuen Verfahren wurden in enger Zusammenarbeit mit Dietmar Möbius entwickelt und sollten daher als Langmuir-Blodgett-Möbius-Kuhn-Schichten (LMBK-Schichten) bezeichnet werden.
In engem Zusammenhang mit dem Problem der Herstellung supramolekularer Maschinen stand die Frage nach der Entstehung des Lebens. Hans Kuhn verstand seinen Beitrag im Suchen nach einem theoretisch konsistenten und chemisch plausiblen Weg aus vielen aufeinander folgenden physikalisch-chemischen Schritten, der zu einem genetischen Apparat führt. Der Prozess an sich steht in Übereinstimmung mit der Thermodynamik. Die Lebens-Entstehung ist kein besonderes Problem der Thermodynamik. Gewisse Schritte sind im Verstehen ihres Mechanismus besonders bedeutungsvoll, wie der Übergang von einem Vervielfältigungs-Übersetzungsapparates zu einem Vervielfältigungs-Transkriptions-Übersetzungsapparates. In diesem Bild muss, im Versuch, die Entstehung des Lebens zu verstehen, die Phantasie und Geschicklichkeit des Experimentators in der Herstellung supramolekularer Maschinen ersetzt werden durch eine ganz besondere zufallsbedingte Umgebung an einer ganz besonderen Stelle auf der präbiotischen Erde und anderswo im Universum, die den Prozess antreibt. Das vereinigende Paradigma hat zur Konstruktion einfacher supramolekularer Maschinen geführt und zum Auffinden eines theoretisch konsistenten Weges zu einem Apparat, der im grundsätzlichen Mechanismus mit dem genetischen Apparat der Biologie übereinstimmt. Das erforderte einfache Modellvorstellungen zum Beschreiben komplexer Situationen. In der Weiterentwicklung in verschiedenen Laboratorien wurden wichtige neue experimentelle Methoden erfunden und weiterentwickelt, die zu einer Divergenz führten: supramolekulare Chemie, molekulare Elektronik, Systems Chemistry und wichtige Beiträge zur Nanotechnologie. Es ist stimulierend und nützlich, die Verknüpfung dieser zukunftsweisenden Gebiete im Auge zu haben. In einem modernen Lehrbuch der physikalischen Chemie sollten sie enthalten sein.
Nach seiner Emeritierung entwickelte Hans Kuhn mit seinem Sohn Christoph und mit Horst-Dieter Försterling seine frühen Arbeiten über Elektronendichte und Bindungslängen, einem Vorgänger der "Density functional theory" (DFT), zu einer Bindungslängen konsistent mit π-Elektronendichte-BCD-Methode weiter (BCD steht für "bondlength consistent with total π-electron density method"). Er trug zum Verständnis der Photosynthese der Purpur-Bakterien, der Protonenpumpe der Halobakterien und des ATP-Synthase-Motors bei.

## Auszeichnungen
- 1949: Werner-Preis der Schweizerischen Chemischen Gesellschaft (SCG)[39]
- 1967: Korrespondierendes Mitglied der Naturforschenden Gesellschaft Basel
- 1968: Mitglied der Deutschen Akademie der Naturforscher Leopoldina[2]
- 1972: Liebig-Denkmünze der Gesellschaft Deutscher Chemiker (GDCh)[2]
- 1972: Literaturpreis des Fonds der Chemischen Industrie (mit Horst-Dieter Försterling) für Physikalische Chemie in Experimenten[2]
- 1972: Ehrendoktor der Ludwig-Maximilians-Universität München[2]
- 1976: Adolf-Grimme-Preis mit Bronze für die Sendereihe Studienprogramm Chemie (zusammen mit Hans-Jürgen Bersch und Manfred Samal)
- 1978: Ernst-Hellmut-Vits-Preis der Westfälischen Wilhelms-Universität (Münster)[2]
- 1978: Korrespondierendes Mitglied der Senckenberg Gesellschaft für Naturforschung, Frankfurt am Main
- 1979: Paul-Karrer-Medaille der Universität Zürich[40]
- 1979: Mitglied der Akademie der Wissenschaften und der Literatur in Mainz[2]
- 1980: Carl-Friedrich-Gauß-Medaille der Braunschweigischen Wissenschaftlichen Gesellschaft[41]
- 1983: Korrespondierendes Mitglied der Braunschweigischen Wissenschaftlichen Gesellschaft[42]
- 1989: Ehrendoktor der Philipps-Universität Marburg[43]
- 1990: Prix Science pour l’Art Moët Hennessy Louis Vuitton S.A.
- 1991: Ehrenmitglied der Deutschen Gesellschaft für Biophysik (DGfB)
- 1992: Ehrendoktor der Université du Québec à Trois-Rivières[2]
- 1994: Deutschen Bunsen-Denkmünze der Deutschen Bunsen-Gesellschaft für Physikalische Chemie[2]
- 1997: Ehrenmitglied der Schweizerischen Chemischen Gesellschaft (SCG)[44]

## Schriften
- The Electron Gas Theory of the Color of Natural and Artificial Dyes. In: Laszlo Zechmeister (Hrsg.): Progress in the Chemistry of Organic Natural Products. 16, 169, 1958, S. 404.
- mit Horst-Dieter Försterling: Physikalische Chemie in Experimenten. Ein Praktikum. Verlag Chemie, Weinheim 1971, ISBN 3-527-25343-2.
- mit Horst-Dieter Försterling: Praxis der Physikalischen Chemie. Grundlagen, Methoden, Experimente. 3. Auflage Wiley-VCH, Weinheim 1991, ISBN 3-527-28293-9.
- mit Dietmar Möbius: Monolayer assemblies. In Investigations of Surfaces and Interfaces. In: Bryant William Rossiter, Roger C. Baetzold (Hrsg.): Physical Methods of Chemistry Series. Teil B, Kapitel 6, Vol. 9B. 2. Auflage. Wiley, New York 1993.
- mit Horst-Dieter Försterling, David H. Waldeck: Principles of Physical Chemistry. 2. Auflage. Wiley, Hoboken 2009, ISBN 978-0-470-08964-4.